# 서울서부지방법원
서울서부지방법원(서울西部地方法院, 영어: Seoul Western District Court)은 서울특별시의 마포구, 용산구, 서대문구, 은평구를 관할하는 지방법원이다. 서울특별시 마포구 마포대로 174 (공덕동)에 위치하고 있다.

## 역사
- 1989년 9월 1일 서울지방법원 서부지원 신설[1]
- 2001년 3월 1일 서울지방법원 서부지원(서울지방법원으로부터 용산구 편입)[2]
- 2004년 2월 1일 본원으로 승격해, 서울서부지방법원으로 되었다.[3]
- 2019년 2월 11일 관할 내 등기소인 용산, 서대문, 은평등기소 및 본원 등기과를 통합하여 마포구 마포대로 199에 등기국 개국.

## 사건 사고
2025년 1월 19일 새벽에 2024년 대한민국 비상계엄에 의한 내란 수괴 혐의로 체포된 윤석열 대통령에게 구속영장을 발부한 것에 반발한 그의 지지자들이 서울서부지방법원 청사를 습격하는 사태가 발생했다.

## 법원장
| 순번 | 이름   | 재임 기간                       |
| ---- | ------ | ------------------------------- |
| 1대  | 오세립 | 2004년 2월 11일~2005년 2월 13일 |
| 2대  | 이광렬 | 2005년 2월 14일~2005년 11월 3일 |
| 3대  | 박일환 | 2005년 11월 4일~2006년 6월      |
| 4대  | 유원규 | 2006년 8월 24일~2009년 2월 8일  |
| 5대  | 최은수 | 2009년 2월 9일~2010년 2월 10일  |
| 6대  | 정장오 | 2010년 2월 11일~2011년 2월 16일 |
| 7대  | 안영률 | 2011년 2월 17일~2012년 2월 15일 |
| 8대  | 강영호 | 2012년 2월 16일~2014년 2월 12일 |
| 9대  | 이기택 | 2014년 2월 13일~2015년 8월      |
| 10대 | 이태종 | 2015년 8월 12일~2018년 2월 12일 |
| 11대 | 김기정 | 2018년 2월 13일~2020년          |
| 12대 | 배광국 | 2020년~2022년 2월 20일          |
| 13대 | 최성배 | 2022년 2월 21일~2024년 2월 4일  |
| 14대 | 정계선 | 2024년 2월 5일~2024년 12월 31일 |
| 15대 | 김태업 | 2025년 1월 23일~                |

## 조직
- 재판부 - 민사단독, 형사단독, 민사항소, 형사항소
- 사무국 - 총무과, 종합민원실, 민사과, 민사신청과, 형사과, 법원보안관리대
- 사법보좌관
- 등기국

## 등기 관할
- 서울서부지방법원 등기국

## 같이 보기
- 서울중앙지방법원
- 서울동부지방법원
- 서울남부지방법원
- 서울북부지방법원